# Distrito electoral de Bloomfield (condado de Scott, Illinois)
Bloomfield (en inglés: Bloomfield Precinct) es un distrito electoral ubicado en el condado de Scott en el estado estadounidense de Illinois. En el Censo de 2010 tenía una población de 298 habitantes y una densidad poblacional de 2,67 personas por km².

## Geografía
Bloomfield se encuentra ubicado en las coordenadas 39°39′31″N 90°32′59″O / 39.65861, -90.54972. Según la Oficina del Censo de los Estados Unidos, Bloomfield tiene una superficie total de 111.71 km², de la cual 110.74 km² corresponden a tierra firme y (0.87%) 0.97 km² es agua.

## Demografía
Según el censo de 2010, había 298 personas residiendo en Bloomfield. La densidad de población era de 2,67 hab./km². De los 298 habitantes, Bloomfield estaba compuesto por el 99.66% blancos, el 0% eran afroamericanos, el 0% eran amerindios, el 0% eran asiáticos, el 0% eran isleños del Pacífico, el 0% eran de otras razas y el 0.34% pertenecían a dos o más razas. Del total de la población el 0.67% eran hispanos o latinos de cualquier raza.